# Darlington (Indiana)
Darlington es un pueblo ubicado en el condado de Montgomery en el estado estadounidense de Indiana. En el Censo de 2010 tenía una población de 843 habitantes y una densidad poblacional de 980,37 personas por km².

## Geografía
Darlington se encuentra ubicado en las coordenadas 40°6′27″N 86°46′36″O / 40.10750, -86.77667. Según la Oficina del Censo de los Estados Unidos, Darlington tiene una superficie total de 0.86 km², de la cual 0.86 km² corresponden a tierra firme y (0%) 0 km² es agua.

## Demografía
Según el censo de 2010, había 843 personas residiendo en Darlington. La densidad de población era de 980,37 hab./km². De los 843 habitantes, Darlington estaba compuesto por el 98.93% blancos, el 0.12% eran afroamericanos, el 0.12% eran amerindios, el 0.12% eran asiáticos, el 0% eran isleños del Pacífico, el 0% eran de otras razas y el 0.71% pertenecían a dos o más razas. Del total de la población el 0.24% eran hispanos o latinos de cualquier raza.